# 韋羅埃斯市

韋羅埃斯市（西班牙語：Municipio Veroes），是委內瑞拉的一個市，位於該國西部亞拉奎州，首府設於法里亞爾，面積1,059平方公里，2001年人口28,659，人口密度每平方公里27.1人。